# Premio Fastenrath
Por Premio Fastenrath se conocen dos instituciones, cuyo objeto es la concesión de premios, denominadas Fundación Premio Fastenrath y Premi Fastenrath, instituidas con el legado póstumo de Johannes Fastenrath Hürxthal, para galardonar a escritores, de nacionalidad española y en lengua castellana, el primero; y en lengua catalana, el segundo.

## Origen de los galardones
Luise Goldmann (1858-1914), viuda del publicista e hispanófilo Johannes Fastenrath Hurxthal (Remscheid, 1839 - Colonia, 1908), a la muerte de su esposo, acaecida en Colonia, el 18 de marzo de 1908, quiso instituir con su legado una serie de acciones en favor de escritores en lengua castellana y catalana, disponiendo para ello de dos fundaciones:
a. Para el «Premio Fastenrath», con un capital fundacional de 70 000 pts. (en 1908), le confirió al rey Alfonso XIII la facultad para que procediera de la mejor manera que considerase, siempre con arreglo a una fundación que instituyera un premio destinado a escritores españoles, con el requisito de que llevara el nombre de Juan Fastenrath como homenaje.
b. Para el «Premi Fastenrath», con un capital fundacional de 14 000 pts. (en 1908), le confirió al Ayuntamiento de Barcelona la facultad para que procediera de la mejor manera que considerase, instituyendo un premio en los Juegos Florales de Barcelona, institución literaria de vinculación estrecha con ella y con su difunto marido, con el requisito de que llevara el nombre de Juan Fastenrath como homenaje.

## La «Fundación Premio Fastenrath» (1909-2003)

### Historia
En la carta de Luise Goldmann dirigida al rey Alfonso XIII se puede observar el objetivo fundacional de esta institución premial y los medios con los que cuenta para el sostenimiento económico de la misma:

A S. M. el rey don Alfonso XIII (q. D. g.):
Señor:
Con el mayor respeto tengo el honor de dirigirme á V. M. para manifestarle que, en memoria de mi marido Juan Fastenrath, que tanto amaba á España, desearía hacer algo en beneficio de los escritores y poetas españoles de mérito que, no teniendo suficientes recursos pecuniarios, necesiten alguna ayuda en metálico para poder dedicarse á sus trabajos literarios.

A este fin, me permito anunciar á V. M. que si me autoriza para ello, pondré a su disposición la suma de cincuenta mil marcos, cuyos intereses se destinarán al fin indicado, en la forma y modo que V. M. se dignase disponer.

Sólo suplico á V. M. que, si se sirve atender á mi ruego, esta pequeña fundación que instituyo lleve el nombre de Juan Fastenrath.

Tengo también el honor de comunicar a V. M. que, en su día, me propongo legar á España toda la correspondencia particular cambiada entre mi marido y varios de los principales escritores españoles.

Al hacer esto, Señor, sólo me guía la idea de dar una pequeña prueba de cariño y agradecimiento á la noble nación española que, como V. M. sabe, amaba mi difunto esposo como a su propia patria; y mi reconocimiento á V. M. será sin límites si se digna aceptar y llevar á cabo la idea que dejo expresada en la forma y modo que V. M. tenga á bien disponer.

Señor: con el mayor respeto B. L. M. de V. M.,
S. S. Viuda de Fastenrath. — Colonia, abril 4, 1908.

«Una carta». En: La Vanguardia, 16 abr. 1908, p. 9. ISSN 1133-4835.

Para llevar a cabo el cometido de Luise Goldmann, el rey Alfonso XIII, después de considerar varias opciones, constituyó la Fundación Premio Fastenrath, el 12 de mayo de 1909, dependiente de la Casa Real, con un capital fundacional de 70 000 pts., asignando a la Real Academia Española la administración de la fundación, y por tanto, la facultad de elevar al monarca las propuestas de concesión de dichos premios, previa discusión y votación, siendo éste en último término quien los concedía.
En junio de 1935 la Fundación Premio Fastenrath pasó a depender del Ministerio de Instrucción Pública y Bellas Artes y en septiembre de 1935 fue declarada «como benéficodocente, de carácter particular», y bajo el protectorado del Gobierno de la República, y la administración de la, en ese momento, Academia Española.
De manera análoga a la Fundación Premio Fastenrath, la Real Academia Española ha administrado, sobre la base de legados instituidos por particulares o fondos privados, una serie de fundaciones con similares objetivos premiales. A mediados de noviembre del año 2003 fusionó once de las fundaciones dependientes suyas, siendo una de ellas la «Fundación Premio Fastenrath», para constituir la Fundación Premios Real Academia Española.

### Organización
El premio se otorgaba anualmente. Siempre era concedido a una obra, en lengua castellana y realizada por escritores de nacionalidad española, de creación literaria o científica, siempre con el requisito de que no fuera inédita y además hubiera sido publicada previamente. Al principio la obra presentada debía haber sido publicada en el mismo año de la convocatoria, pero cuando está se desdobló al concederse por turno sucesivo en varias modalidades, hasta cinco, también varió el número de años precedentes de la publicación, para que tuvieran igual posibilidad de presentación y concesión todas las obras publicadas, con independencia de las modalidades objeto del galardón. Para el caso de las obras teatrales, en las primeras convocatorias específicas, debían haberse estrenado previamente, requisito que luego se modificó.
Los miembros de la Real Academia Española, tanto de número como correspondientes, estaban excluidos de su participación, de acuerdo con las bases. En las primeras convocatorias eran los propios autores los que podían presentar sus obras al premio, o podían presentarlas otras personas o entidades con el beneplácito del autor de la misma. Desde la convocatoria Fastenrath 1994 se cambia con los modelos anteriores y las obras tenían que presentarse por académicos de la Real Academia Española; también se realizan cambios en los turnos de las modalidades de la obra a concurso.
En cuanto al número de veces que se podía recibir el premio y el tiempo a transcurrir entre ellas, en las primeras convocatorias con una sola modalidad, el tiempo era de cinco años; cuando se diferenciaron en varias modalidades, se adicionó que no se podía recibir para la misma modalidad en dos convocatorias sucesivas; y en las últimas convocatorias, el galardón podía recibirse una sola vez, para cualquier modalidad y por cualquier tiempo. Durante todo el tiempo de vigencia de la «Fundación Premio Fastenrath», ninguna persona lo recibió más de una vez.
Por tanto, para el «Premio Fastenrath», la última convocatoria ha sido la del «Premio Fastenrath 2002», concedido en el año 2003. El importe económico del premio provenía de las rentas del legado instituido, y varió con el tiempo, desde 2000 pts. (1909-1946), 4000 pts (1947-?), 8000 pts. (1955, 1958), 5000 pts. (1963), 6000 pts (1956-1957, 1959-1962, 1964-1991), 500 000 pts. ((1992-1998), a 2 000 000 pts. o el equivalente de 12 020 € (1999-2002). Se puede observar que el mantenimiento de una misma dotación económica sin ningún incremento, por dos veces durante periodos extremadamente largos, de hasta treinta y cinco años, fue confiriendo al premio durante esos años de un valor más simbólico y testimonial que real, y aportado solamente por considerarse el decano de los premios a escritores en lengua castellana.

### Convocatorias y galardones de la Fundación Premio Fastenrath (1909-2003)
| Año de concesión | Convocatoria | Periodo de publicación de las obras | Autor                                                                                          | Obra | Modalidad |
| ---------------- | --- | ----------------------------------- | ---------------------------------------------------------------------------------------------- | --- | --- |
| 1910             | Fastenrath 1909                                                                                                   | 1909                                | Carlos Fernández Shaw                                                                          | La vida loca | Obra poética, dramática, de crítica o de historia literaria, novela, o de cualquier otro género de amena literatura  |
| 1911             | Fastenrath 1910                                                                                                   | 1910                                | Ricardo León y Román [ex-æquo] Arturo Reyes Aguilar [ex-æquo]                                  | El amor de los amores [ex-æquo] Béticas [ex-æquo]                                                                                                  | Obra poética, dramática, de crítica o de historia literaria, novela, o de cualquier otro género de amena literatura  |
| 1912             | Fastenrath 1911                                                                                                   | 1911                                | Ciro Bayo y Segurola                                                                           | Lazarillo español. Guía de vagos en tierras de España por un peregrino industrioso                                                                 | Obra poética, dramática, de crítica o de historia literaria, novela, o de cualquier otro género de amena literatura  |
| 1913             | Fastenrath 1912                                                                                                   | 1912                                | Manuel de Sandoval y Cútoli                                                                    | De mi cercado | Obra poética, dramática, de crítica o de historia literaria, novela, o de cualquier otro género de amena literatura  |
| 1914             | Fastenrath 1913                                                                                                   | 1913                                | Marcos Rafael Blanco Belmonte                                                                  | Al sembrar los trigos | Obra poética, dramática, de crítica o de historia literaria, novela, o de cualquier otro género de amena literatura  |
| 1915             | Fastenrath 1914                                                                                                   | 1914                                | Concha Espina y Tagle de Serna                                                                 | La esfinge maragata | Obra poética, dramática, de crítica o de historia literaria, novela, o de cualquier otro género de amena literatura  |
| 1916             | Fastenrath 1915                                                                                                   | 1915                                | Alejandro Pérez Lugín                                                                          | La casa de la Troya | Obra poética, dramática, de crítica o de historia literaria, novela, o de cualquier otro género de amena literatura  |
| 1917             | Fastenrath 1916                                                                                                   | 1916                                | Enrique de Mesa Rosales                                                                        | El silencio de la Cartuja | Obra poética, dramática, de crítica o de historia literaria, novela, o de cualquier otro género de amena literatura  |
| 1918             | Fastenrath 1917                                                                                                   | 1917                                | Mauricio López-Roberts y Terry                                                                 | El verdadero hogar | Obra poética, dramática, de crítica o de historia literaria, novela, o de cualquier otro género de amena literatura  |
| 1919             | Fastenrath 1918                                                                                                   | 1918                                | Guillermo Díaz Caneja                                                                          | El sobre en blanco | Obra poética, dramática, de crítica o de historia literaria, novela, o de cualquier otro género de amena literatura  |
| 1920             | Fastenrath 1919                                                                                                   | 1919                                | Desierto                                                                                       | Desierto | Poesías líricas |
| 1921             | Fastenrath 1919                                                                                                   | 1919-1920                           | Juan de Contreras y López de Ayala                                                             | Poemas castellanos | Poesías líricas |
| 1921             | Fastenrath 1920                                                                                                   | 1919-1920                           | Narciso Alonso Cortés                                                                          | Zorrilla. Su vida y sus obras, 3 vols. | Crítica o Historia literarias                                                                                        |
| 1922             | Fastenrath 1921                                                                                                   | 1919-1921                           | Francisco Camba                                                                                | La revolución de Laíño | Novela |
| 1923             | Fastenrath 1922                                                                                                   | 1919-1922                           | Vicente Lampérez y Romea                                                                       | Arquitectura civil española de los siglos I al XVIII                                                                                               | Historia |
| 1924             | Fastenrath 1923 (rectificación)                                                                                   | 1919-1923                           | Miguel Jiménez Aquino                                                                          | Varias traducciones del griego y del latín | Obra dramática estrenada en los teatros del Reino o de Varia                                                         |
| 1925             | Fastenrath 1924                                                                                                   | 1921-1924                           | José del Río Sainz                                                                             | Versos del mar y otros poemas | Poesías líricas |
| 1926             | Fastenrath 1925                                                                                                   | 1921-1925                           | Ángel Valbuena Prat                                                                            | Los autos sacramentales de Calderón. Clasificación y análisis                                                                                      | Crítica o Historia literarias                                                                                        |
| 1927             | Fastenrath 1926                                                                                                   | 1922-1926                           | Antonio Porras Márquez                                                                         | El centro de las almas | Novela |
| 1928             | Fastenrath 1927                                                                                                   | 1923-1927                           | Félix de Llanos y Torriglia                                                                    | Así llegó a reinar Isabel la Católica | Historia |
| 1929             | Fastenrath 1928                                                                                                   | 1924-1928                           | Eusebio de Gorbea Lemni                                                                        | Los que no perdonan | Obra dramática estrenada en los teatros del Reino o Varia                                                            |
| 1930             | Fastenrath 1929                                                                                                   | 1925-1929                           | Eduardo Luis del Palacio Fontán                                                                | Espuma | Poesías líricas |
| 1931             | Fastenrath 1930                                                                                                   | 1926-1930                           | Emilio García Gómez                                                                            | Un texto árabe occidental de la Leyenda de Alejandro según el manuscrito ár. XXVII de la Biblioteca de la Junta para Ampliación de Estudios        | Crítica o Historia literarias                                                                                        |
| 1932             | Fastenrath 1931                                                                                                   | 1927-1931                           | Desierto                                                                                       | Desierto | Novela |
| 1933             | Fastenrath 1932                                                                                                   | 1928-1932                           | Agustín Millares Carlo                                                                         | Tratado de paleografía española | Historia |
| 1934             | Fastenrath 1933 (rectificación)                                                                                   | 1929-1933                           | Hipólito González y Rodríguez de la Peña 'Julio Romano'                                        | Pedro Antonio de Alarćon, el novelista romántico                                                                                                   | Obra dramática estrenada en los teatros de España o de Varia                                                         |
| 1935             | Fastenrath 1934                                                                                                   | 1930-1934                           | José María Morón y Barrientos                                                                  | Minero de estrellas | Poesías líricas |
| 1936             | Fastenrath 1935                                                                                                   | 1931-1935                           | José María de Cossío y Martínez-Fortún                                                         | Los toros en la poesía castellana. Estudio y antología                                                                                             | Crítica o Historia literarias                                                                                        |
| ----             | Fastenrath 1936                                                                                                   | -----                               | -----                                                                                          | ----- | ----- |
| ----             | Fastenrath 1937                                                                                                   | -----                               | -----                                                                                          | ----- | ----- |
| ----             | Fastenrath 1938                                                                                                   | -----                               | -----                                                                                          | ----- | ----- |
| ----             | Fastenrath 1939                                                                                                   | -----                               | -----                                                                                          | ----- | ----- |
| 1941             | Fastenrath 1940                                                                                                   |                                     | Francisco de Cossío y Martínez-Fortún                                                          | Manolo | Novela |
| 1942             | Fastenrath 1941                                                                                                   |                                     | Luciano de Taxonera [ex-æquo] Ricardo del Arco y Garay [ex-æquo]                               | Un político español del siglo XIX. González Bravo y su tiempo (1811-1871) [ex-æquo] Fernando el Católico. Artífice de la España Imperial [ex-æquo] | Historia |
| 1943             | Fastenrath 1942                                                                                                   |                                     | Adriano del Valle y Rossi                                                                      | Arpa fiel | Poesías líricas |
| 1944             | Fastenrath 1943                                                                                                   |                                     | Dámaso Alonso y Fernández de las Redondas [ex-æquo] Juan Antonio Zunzunegui y Loredo [ex-æquo] | La poesía de san Juan de la Cruz. (Desde esta ladera) [ex-æquo] ¡Ay..., estos hijos! [ex-æquo]                                                     | Crítica o Historia literarias Novela                                                                                 |
| 1945             | Fastenrath 1944                                                                                                   |                                     | Francisco Layna Serrano                                                                        | Historia de Guadalajara y sus Mendozas en los siglos XV y XVI                                                                                      | Crítica histórica, biografía, historia general o particular, política, literaria, artística, de costumbres, etcétera |
| 1946             | Fastenrath 1945                                                                                                   |                                     | Juan Antonio Cabezas                                                                           | Rubén Darío. (un poeta y una vida) | Obra dramática o de Varia                                                                                            |
| 1947             | Fastenrath 1946                                                                                                   |                                     | Ginés de Albareda Herrera                                                                      | Romancero del Caribe | Obra poética en general, con excepción de las dramáticas                                                             |
| 1948             | Fastenrath 1947                                                                                                   |                                     | Julián Marías Aguilera                                                                         | Miguel de Unamuno | Crítica literaria o ensayos de amena literatura no comprendido en los otros epígrafes                                |
| 1949             | Fastenrath 1948                                                                                                   |                                     | Carmen Laforet Díaz                                                                            | Nada | Novela o colección de cuentos                                                                                        |
| 1950             | Fastenrath 1949                                                                                                   |                                     | Desierto                                                                                       | Desierto | Crítica histórica, biografía, historia general o particular, política, literaria, artística, de costumbres, etcétera |
| 1951             | Fastenrath 1950                                                                                                   | 1946-1950                           | José López Rubio                                                                               | Celos en el aire | Obras dramáticas, escritas en prosa o verso y destinadas o no a la representación escénica                           |
| 1952             | Fastenrath 1951                                                                                                   |                                     | Leopoldo Panero Torbado                                                                        | Escrito a cada instante | Obras poéticas en general, con excepción de las dramáticas                                                           |
| 1953             | Fastenrath 1952                                                                                                   |                                     | Carlos Bousoño Prieto                                                                          | Teoría de la expresión poética | Crítica literaria, ensayo o cualquier otro género de amena literatura no comprendido en los otros epígrafes          |
| 1954             | Fastenrath 1953                                                                                                   |                                     |                                                                                                | | Novela o colección de cuentos                                                                                        |
| 1955             | Fastenrath 1954                                                                                                   |                                     | Luis García de Valdeavellano y Arcimís                                                         | Historia de España. De los orígenes a la baja edad media                                                                                           | Crítica histórica, biografía, historia general o particular, política, literaria, artística, de costumbres, etcétera |
| 1956             | Fastenrath 1955                                                                                                   | 1951-1955                           | Edgar Neville Romrée                                                                           | El baile | Obras dramáticas, escritas en prosa o verso y destinadas o no a la representación escénica                           |
| 1957             | Fastenrath 1956                                                                                                   | 1952-1956                           | José García Nieto                                                                              | La red | Obras poéticas en general, con excepción de las dramáticas                                                           |
| 1958             | Fastenrath 1957                                                                                                   | 1953-1957                           | Luis Felipe Vivanco                                                                            | Introducción a la poesía española contemporánea | Crítica literaria, ensayo o cualquier otro género de amena literatura no comprendido en los otros epígrafes          |
| 1959             | Fastenrath 1958                                                                                                   | 1954-1958                           | Miguel Delibes Setién                                                                          | Siestas con viento sur | Novela o colección de cuentos                                                                                        |
| 1960             | Fastenrath 1959                                                                                                   |                                     | Ramón Solís Llorente                                                                           | El Cádiz de las Cortes | Crítica histórica, biografía, historia general o particular, política, literaria, artística, de costumbres, etcétera |
| 1961             | Fastenrath 1960                                                                                                   | 1956-1960                           |                                                                                                | | Obras dramáticas, escritas en prosa o verso y destinadas o no a la representación escénica                           |
| 1962             | Fastenrath 1961                                                                                                   | 1957-1961                           | Blas de Otero                                                                                  | Ancia | Obra poética en general, con excepción de las dramáticas                                                             |
| 1963             | Fastenrath 1962                                                                                                   | 1958-1962                           | Miguel Alonso Calvo 'Ramón de Garcilasol'                                                      | Lección de Rubén Darío | Crítica literaria, ensayo o cualquier otro género de amena literatura no comprendido en los otros epígrafes          |
| 1964             | Fastenrath 1963                                                                                                   | 1959-1963                           |                                                                                                | | Novela o colección de cuentos                                                                                        |
| 1965             | Fastenrath 1964                                                                                                   | 1960-1964                           | Pedro de Lorenzo Morales                                                                       | Fray Luis de León | Crítica histórica, biografía, historia general o particular, política, literaria, artística, de costumbres, etcétera |
| 1966             | Fastenrath 1965                                                                                                   | 1961-1965                           | Jaime Salom Vidal                                                                              | El baúl de los disfraces | Obras dramáticas, escritas en prosa o verso y destinadas o no a la representación escénica                           |
| 1967             | Fastenrath 1966                                                                                                   | 1962-1966                           | Manuel Mantero Sáenz                                                                           | Misa solemne | Obras poéticas en general, con excepción de las dramáticas                                                           |
| 1968             | Fastenrath 1967                                                                                                   | 1963-1967                           | José María Alonso Gamo                                                                         | Un español en el mundo: Santayana | Crítica literaria o ensayo                                                                                           |
| 1969             | Fastenrath 1968                                                                                                   | 1964-1968                           | Ana María Matute                                                                               | Los soldados lloran de noche | Novela o colección de cuentos                                                                                        |
| 1970             | Fastenrath 1969                                                                                                   | 1965-1969                           | Luis de Castresana y Rodríguez                                                                 | Catalina de Erauso. La Monja Alférez | Crítica histórica, biografía, historia general o particular, política, literaria, artística, de costumbres, etcétera |
| 1971             | Fastenrath 1970                                                                                                   | 1966-1970                           | Torcuato Luca de Tena Brunet                                                                   | Hay una luz sobre la cama | Obras dramáticas, escritas en prosa o verso y destinadas o no a la representación escénica                           |
| 1972             | Fastenrath 1971                                                                                                   | 1967-1971                           | Aquilino Duque Gimeno                                                                          | De palabra en palabra | Obras poéticas en general, con excepción de las dramáticas                                                           |
| 1973             | Fastenrath 1972                                                                                                   | 1968-1972                           | José Luis Cano                                                                                 | La poesía de la generación de 1927 | Crítica literaria o ensayo                                                                                           |
| 1974             | Fastenrath 1973                                                                                                   |                                     | Ángel María de Lera García                                                                     | Se vende un hombre | Novela |
| 1975             | Fastenrath 1974                                                                                                   | 1970-1974                           | Mercedes Formica                                                                               | La hija de don Juan de Austria (Ana de Jesús en el proceso al pastelero de Madrigal)                                                               | Crítica histórica, biografía, historia general o particular, política, literaria, artística, de costumbres, etcétera |
| 1976             | Fastenrath 1975                                                                                                   | 1971-1975                           | Ana Isabel Álvarez-Diosdado Gisbert 'Ana Diosdado'                                             | Usted también podrá disfrutar de ella | Obras dramáticas, escritas en prosa o verso y destinadas o no a la representación escénica                           |
| 1977             | Fastenrath 1976                                                                                                   | 1972-1976                           | Justo Jorge Padrón                                                                             | Los círculos del infierno | Obras poéticas en general, con excepción de las dramáticas                                                           |
| 1978             | Fastenrath 1977                                                                                                   |                                     | Andrés Amorós Guardiola                                                                        | Vida y literatura en troteras y danzaderas | Ensayo |
| 1979             | Fastenrath 1978 (enlace roto disponible en Internet Archive; véase el historial, la primera versión y la última). | 1974-1978                           | Jesús Fernández Santos                                                                         | La que no tiene nombre | Novela o colección de cuentos                                                                                        |
| 1980             | Fastenrath 1979                                                                                                   | 1975-1979                           | Rafael Montesinos Martínez                                                                     | Bécquer, biografía e imagen | Crítica histórica, biografía, historia general o particular, política, literaria, artística, de costumbre, etcétera  |
| 1981             | Fastenrath 1980                                                                                                   |                                     | José Luis Alfonso Rodríguez Vallejo 'Alfonso Vallejo'                                          | El cero transparente | Obras dramáticas, escritas en prosa o verso y destinadas o no a la representación escénica                           |
| 1982             | Fastenrath 1981                                                                                                   |                                     | José Miguel Santiago Castelo                                                                   | Memorial de ausencias | Obras poéticas en general, con excepción de las dramáticas                                                           |
| 1983             | Fastenrath 1982                                                                                                   |                                     | Santos Sanz Villanueva                                                                         | Historia de la novela social española, 1942-1975                                                                                                   | Crítica literaria, ensayo o cualquier otro género de amena literatura no comprendido en los otros epígrafes          |
| 1984             | Fastenrath 1983                                                                                                   | 1979-1983                           | Blanca García-Valdecasas y Andrada-Vanderwilde 'Blanca Valdecasas'                             | La puerta de los sueños | Novela o colección de cuentos                                                                                        |
| 1985             | Fastenrath 1984                                                                                                   | 1980-1984                           | Alberto Navarro González                                                                       | Calderón de la Barca. De lo trágico a lo grotesco                                                                                                  | Crítica histórica, biografía, historia general o particular, política, literaria, artística, de costumbres, etcétera |
| 1986             | Fastenrath 1985                                                                                                   | 1981-1985                           |                                                                                                | | Obras dramáticas, escritas en prosa o verso y destinadas o no a la representación escénica                           |
| 1987             | Fastenrath 1986                                                                                                   | 1982-1986                           | Antonio Porpeta Román 'Antonio Porpetta'                                                       | Los sigilos violados | Obra poética en general, con excepción de las dramáticas                                                             |
| 1988             | Fastenrath 1987                                                                                                   | 1983-1987                           | Miguel Ángel Lozano Marco                                                                      | Del relato modernista a la novela poemática. La narrativa breve de Ramón Pérez de Ayala                                                            | Crítica literaria, ensayo o cualquier otro género de amena literatura no comprendido en los otros epígrafes          |
| 1989             | Fastenrath 1987                                                                                                   | 1984-1988                           | Antonio Pereira González                                                                       | El síndrome de Estocolmo | Novela o colección de cuentos                                                                                        |
| 1990             | Fastenraht 1989                                                                                                   | 1985-1989                           |                                                                                                | | Crítica histórica, biografía, historia general o particular, política, literaria, artística, de costumbre, etcétera. |
| 1991             | Fastenrath 1990                                                                                                   | 1990                                |                                                                                                | | Obras dramáticas, escritas en prosa o verso y destinadas o no a la representación escénica                           |
| 1992             | Fastenrath 1991                                                                                                   | 1987-1991                           | Enrique Badosa Pedro                                                                           | Epigramas confidenciales | Obra u obras líricas                                                                                                 |
| 1993             | Fastenrath 1992                                                                                                   | 1988-1992                           |                                                                                                | | Crítica literaria o ensayo                                                                                           |
| 1994             | Fastenrath 1993                                                                                                   | 1989-1993                           | Lauro Olmo Gallego                                                                             | Tituladlo como querais | Novela o colección de cuentos                                                                                        |
| 1995             | Fastenrath 1994                                                                                                   |                                     | Javier Marías Franco                                                                           | Mañana en la batalla piensa en mí | Novela |
| 1996             | Fastenrath 1995                                                                                                   |                                     | Fernando Fernán Gómez                                                                          | La Puerta del Sol | Novela |
| 1997             | Fastenrath 1996                                                                                                   |                                     | Pedro Ortiz Armengol                                                                           | Vida de Galdós | Ensayos y estudios                                                                                                   |
| 1998             | Fastenrath 1997                                                                                                   |                                     | Francisco Brines Baño                                                                          | La última costa | Obra poética |
| 2000             | Fastenrath 1998                                                                                                   | 1996-1998                           | Anton Jon Juaristi Linacero                                                                    | El bucle melancólico. Historias de nacionalistas vascos                                                                                            | Ensayo |
| 2001             | Fastenrath 1999                                                                                                   |                                     | Álvaro Pombo García de los Ríos                                                                | La cuadratura del círculo | Novela |
| 2002             | Fastenrath 2000                                                                                                   | 1999-2001                           | Guillermo Carnero Arbat                                                                        | Verano inglés | Obra poética |
| 2003             | Fastenrath 2002                                                                                                   |                                     | José Álvarez Junco                                                                             | Mater dolorosa. La idea de España en el siglo XIX                                                                                                  | Ensayo |

## El «Premi Fastenrath» (1909-1983)

### Historia y organización
La vinculación del matrimonio Fastenrath con los Juegos Florales de Barcelona («Jocs Florals de Barcelona»)
fue estrecha y larga en el tiempo. La pasión de Fastenrath por lo hispánico y sus literaturas le llevó a trasladar a Colonia, la ciudad alemana en la que vivía, algunas de las tradiciones literarias de la cultura hispánica, y particularmente catalana. De esta manera, en 1898 instituyó en Colonia unos juegos florales (1898-1914), a imitación de los Juegos Florales de Barcelona (1859- ), los cuales dirigió personalmente hasta su muerte y su viuda continuó, hasta su posterior fallecimiento en 1914. Luise Goldmann, que mantuvo siempre los intereses y la memoria de su marido, en 1889 ya había sido nombrada reina de los Juegos Florales de Barcelona.
Así, que para llevar a cabo el cometido de Luisa Goldmann, el Ayuntamiento de Barcelona dispuso la creación del Premi Fastenrath, con las rentas de títulos de deuda municipal adquiridos con el capital fundacional dispuesto, y asignó al Consistori dels Jocs Florals de Barcelona. la administración y organización de los premios según un reglamento aprobado por el pleno de la corporación municipal.
El dictamen que en noviembre de 1908 la Comisión de Gobernación presentó al pleno del Ayuntamiento de Barcelona para su aprobación detalla todos los extremos, desde su fundación hasta la realización material de los premios:

1.º Aceptar con reconocimiento, en nombre de la ciudad de Barcelona, el legado de 10.000 marcos que el malogrado hispanófilo Fastenrath instituyó á favor de esta ciudad, con objeto de que sus intereses se invirtieran anualmente en premios á los Juegos Florales.

2.° Dar por cumplida á la señora viuda de Fastenrath de la obligación que le impuso su esposo y por cobrado el antes mencionado legado, con el giro de 14.000 pesetas hecho por dicha señora á favor del alcalde de Barcelona, cantidad liquida de 13.972 pesetas.

3.º Que la expresada suma de 13.972 pesetas se invierta en la adquisición de títulos de la Deuda Municipal, que serán depositados en la Caja de este Ayuntamiento.

4.º Que con los intereses de los referidos títulos se instituyan los siguientes premios, que llevarán el nombre de Fastenrath:

Uno anual de 500 pesetas, que se adjudicará por á Consistorio de los Juegos Florales al celebrarse la fiesta anual, en los años impares, al autor de la mejor novela original escrita en catalán y publicada en los dos años anteriores á la concesión del premio; y en los años pares al autor de la mejor producción dramática original, escrita en catalán, que se haya publicado ó representado por primera vez en los dos años anteriores á la concesión del premio. La concesión de estos premios podrá solicitarla el autor ó cualquier particular ó corporación debiendo remitir un ejemplar de la obra cuando menos.

Otro premio, también anual, á la mejor composición poética de tema libre, que adjudicará el Consistorio de los Juegos Florales, siguiendo las prácticas establecidas para los premios ordinarios del certamen. Este premio consistirá en el objeto que determine dicho Consistorio, y cuyo efecto se le entregará el remanente de los intereses una vez deducido el anterior premio de 500 pesetas.

5.° Si algún año dejara de adjudicarse el premio de 500 pesetas, se reservará su importe para aumentar el premio en el año en que vuelva a corresponder el mismo género de composición, siendo por consiguiente doble la cuantía del que se adjudique en aquel año.

6.º Por lo que respecta al presente año, en atención á que la referida cantidad no ha devengado la totalidad de los intereses, sólo se adjudicara el segundo premio, ó sea el de la composición poética de tema libre, facultando al alcalde para que, en vista de la suma á que asciendan los intereses devengados, fije el importe de la cantidad que deba entregarse al Consistorio de los Juegos Florales al indicado objeto.
La Vanguardia, 2 nov. 1908, p. 3. ISSN 1133-4835.

Este dictamen no se aprobó en todos los términos, en concreto en los que regulan las convocatorias y modalidades del premio, pues las convocatorias anuales se realizaron siempre otorgando un único premio, que rotaba en ciclos trianuales entre tres modalidades, novela, poesía y obra dramática. La primera convocatoria del «Premi Fastenrath» fue en 1909, y estuvo vigente hasta 1936, durante todo el periodo en el que se celebraron los Juegos Florales de Barcelona, antes de su interrupción por la guerra civil española.
Durante el periodo 1941-1977, en el que se suspendieron las celebraciones de la lengua catalana por parte de las instituciones municipales, y los juegos florales se celebraron en Barcelona de manera privada, el «Premi Fastenrath» fue convocado por la organización de los «Jocs Florals de la Llengua Catalana», que mantuvo las celebraciones anuales de manera itinerante en diferentes ciudades del mundo. En este periodo el importe en metálico del premio será monedas varias dependiendo de la edición, como pesos mexicanos o dólares.
Restituidos los «Jocs Florals de Barcelona» de manera oficial por el Ayuntamiento de Barcelona, durante una primera etapa (1978-1983) se van a mantener el sistema premial heredado. Posteriormente, en una segunda etapa (1984-2005) se reducirán y sólo se mantendrán los tres premios con los que se iniciaron en 1859 los Juegos Florales de Barcelona, sólo los galardones exclusivamente poéticos («Englantina», «Viola» y «Flor natural»), por lo que desaparecerá el «Premi Fastenrath»; y a partir de 2006 se concede un único premio de poesía, el «Premi de Poesia Jocs Florals de Barcelona».

### Convocatorias y galardones del Premi Fastenrath

#### Jocs Florals de Barcelona (1909-1936)
| Año de concesión | Convocatoria    | Periodo de publicación de las obras | Autor                                     | Obra                                         | Modalidad      |
| ---------------- | --------------- | ----------------------------------- | ----------------------------------------- | -------------------------------------------- | -------------- |
| 1909             | Fastenrath 1909 | 1903-1908                           | Caterina Albert i Paradís 'Victor Català' | Solitud                                      | Novela         |
| 1910             | Fastenrath 1910 | 1904-1909                           | Joan Maragall i Gorina                    | Enllà                                        | Poesía         |
| 1911             | Fastenrath 1911 |                                     | Àngel Guimerà i Jorge                     | L'Eloi. Drama en tres actes i en prosa       | Obra dramática |
| 1912             | Fastenrath 1912 |                                     | Narcís Oller i Moragas                    | Pilar Prim                                   | Novela         |
| 1913             | Fastenrath 1913 | 1907-1912                           | Josep Carner i Puig-Oriol                 | Les monjoies                                 | Poesía         |
| 1914             | Fastenrath 1914 |                                     | Ignasi Iglésias Pujadas                   | Foc nou. Comèdia en tres actes               | Obra dramática |
| 1915             | Fastenrath 1915 |                                     | Santiago Rusiñol i Prats                  | El català de La Mancha                       | Novela         |
| 1916             | Fastenrath 1916 |                                     | Miquel dels Sants Oliver i Tolrà          | Poesies                                      | Poesía         |
| 1917             | Fastenrath 1917 |                                     | Desierto                                  | Desierto                                     | Obra dramática |
| 1918             | Fastenrath 1918 |                                     |                                           |                                              | Novela         |
| 1919             | Fastenrath 1919 | 1913-1918                           | Joan Alcover i Maspons                    | Poemes Bíblics                               | Poesía         |
| 1920             | Fastenrath 1920 |                                     | Josep Pous i Pagès                        | Papallones. Comèdia en tres actes            | Obra dramática |
| 1921             | Fastenrath 1921 |                                     |                                           |                                              | Novela         |
| 1922             | Fastenrath 1922 |                                     | Llorenç Riber i Campins                   | Les corones                                  | Poesía         |
| 1923             | Fastenrath 1923 |                                     |                                           |                                              | Obra dramática |
| 1924             | Fastenrath 1924 |                                     | Josep Roig i Raventós                     | L'ermità Maurici                             | Novela         |
| 1925             | Fastenrath 1925 |                                     | Desierto                                  | Desierto                                     | Poesía         |
| 1926             | Fastenrath 1926 | 1920-1925                           | Josep Maria de Sagarra i de Castellarnau  | Cançons de totes les hores                   | Poesía         |
| 1927             | Fastenrath 1927 | 1921-1926                           | Pompeyo Crehuet i Pardas                  | La vall de Josafat                           | Obra dramática |
| 1928             | Fastenrath 1928 | 1922-1927                           | Joan Santamaria i Monné                   | La filla d'en Tartarí                        | Novela         |
| 1929             | Fastenrath 1929 | 1923-1928                           | Josep Maria López-Picó                    | L'oci de la paraula. Op. XX                  | Poesía         |
| 1930             | Fastenrath 1930 |                                     | Ignasi Iglésias Pujadas                   | La llar apagada                              | Obra dramática |
| 1931             | Fastenrath 1931 |                                     | Joan Oller i Rabassa                      | Quan mataven pels carrers                    | Novela         |
| 1932             | Fastenrath 1932 |                                     | Joan Maria Guasch i Miró                  | Camí de la Font                              | Poesía         |
| 1933             | Fastenrath 1933 | 1927-1932                           | Prudenci Bertrana i Comte                 | El comiat de Teresa. Comèdia en tres actes   | Obra dramática |
| 1934             | Fastenrath 1934 |                                     | Sebastià Juan Arbó                        | Terres de l'Ebre                             | Novela         |
| 1935             | Fastenrath 1935 |                                     | Marià Manent i Cisa                       | L'ombra i altres poemes                      | Poesía         |
| 1936             | Fastenrath 1936 |                                     | Ramon Vinyes i Cluet                      | Fornera, rossor de pa. Comèdia en tres actes | Obra dramática |

#### Jocs Florals de la Llengua Catalana (1941-1977)
| Lugar y año de concesión       | Convocatoria                    | Periodo de publicación de las obras | Autor                                                            | Obra | Modalidad                    |
| ------------------------------ | ------------------------------- | ----------------------------------- | ---------------------------------------------------------------- | --- | ---------------------------- |
| Buenos Aires, 1941             | Fastenrath 1941                 |                                     | Xavier Benguerel i Llobet                                        | Fira de desenganys | Obra dramática               |
| México D.F., 1942              | Fastenrath 1942                 |                                     | Agustí Bartra i Lleonart                                         | Xabola | Novela                       |
| Santiago de Chile, 1943        | Fastenrath 1943                 | 1937-1942                           | Josep Carner i Puig-Oriol                                        | Nabí | Poesía                       |
| La Habana, 1944                | Fastenrath 1944                 |                                     | August Pi i Sunyer Pere Mas i Perera [accésit]                   | La novel·la del besavi L'alliberament de mossèn Malquíades [accésit]                                                                                | Novela                       |
| Bogotá, 1945                   | Fastenrath 1945                 |                                     |                                                                  | |                              |
| Montpellier, 1946              | Fastenrath 1946                 |                                     |                                                                  | |                              |
| Londres, 1947                  | Fastenrath 1947                 |                                     |                                                                  | |                              |
| París, 1948                    | Fastenrath 1948                 |                                     |                                                                  | |                              |
| Montevideo, 1949               | Fastenrath 1949                 |                                     |                                                                  | |                              |
| Perpiñán, 1950                 | Fastenrath 1950                 |                                     |                                                                  | |                              |
| Nueva York, 1951               | Fastenrath 1951                 |                                     |                                                                  | |                              |
| Tulousse, 1952                 | Fastenrath 1952                 |                                     |                                                                  | |                              |
| Caracas, 1953                  | Fastenrath 1953                 |                                     |                                                                  | |                              |
| São Paulo, 1954                | Fastenrath 1954                 |                                     |                                                                  | |                              |
| San José de Costa Rica, 1955   | Fastenrath 1955                 |                                     | Agustí Cabruja i Auguet                                          | Les olives | Novela                       |
| Cambridge, 1956                | Fastenrath 1956                 |                                     | ----                                                             | ---- | ----                         |
| México D.F., 1957              | Fastenrath 1957                 | 1955-1957                           | Odó Hurtado i Martí [ex-æquo] Manuel de Pedrolo Molina [ex-æquo] | L'araceli bru (enlace roto disponible en Internet Archive; véase el historial, la primera versión y la última). [ex-æquo] Un de nosaltres [ex-æquo] | Novela                       |
| Mendoza, 1958                  | Fastenrath 1958                 |                                     | ----                                                             | ---- | ----                         |
| París, 1959                    | Fastenrath 1959                 |                                     | Maria Assumpció Soler i Font                                     | L'escollit | Novela                       |
| Buenos Aires, 1960             | Fastenrath 1960                 |                                     |                                                                  | |                              |
| El Alguer, 1961                | Fastenrath 1961                 |                                     |                                                                  | |                              |
| Santiago de Chile, 1962        | Fastenrath 1962                 |                                     |                                                                  | |                              |
| Montevideo, 1963               | Fastenrath 1963                 |                                     |                                                                  | |                              |
| Perpiñán, 1964                 | Fastenrath 1964                 |                                     | Joan Oller i Rabassa                                             | El serpent de Laocoont | Novela                       |
| París, 1965                    | Fastenrath 1965                 |                                     | Joaquim Amat-Piniella                                            | K. L. Reich | Novela                       |
| Caracas, 1966                  | Fastenrath 1966                 |                                     |                                                                  | |                              |
| Marsella, 1967                 | Fastenrath 1967                 |                                     | ----                                                             | ---- | ----                         |
| Zúrich, 1968                   | Fastenrath 1968                 |                                     | ----                                                             | ---- | ----                         |
| Guadalajara (México), 1969     | Fastenrath 1969                 |                                     | ----                                                             | ---- | ----                         |
| Tubinga, 1970 o Bruselas, 1971 | Fastenrath 1970 Fastenrath 1971 |                                     | Maria dels Àngels Vayreda i Trullol                              | Encara no sé com sóc | Novela                       |
| Tubinga, 1970                  | Fastenrath 1970                 |                                     | Gabriela Woith de Costa [ex-æquo] Irma Sander [ex-æquo]          | Tres cuentos de Mercè Rodoreda i Gurguí [ex-æquo] Traducciones de Salvador Espriu i Castelló [ex-æquo]                                              | Traducción de obra literaria |
| Bruselas, 1971                 | Fastenrath 1971                 |                                     | Bob de Nijs                                                      | Antígona de Salvador Espriu i Castelló | Traducción de obra literaria |
| Ginebra, 1972                  | Fastenrath 1972                 |                                     | ----                                                             | ---- | ----                         |
| México D.F., 1973              | Fastenrath 1973                 |                                     |                                                                  | |                              |
| Ámsterdam, 1974                | Fastenrath 1974                 |                                     |                                                                  | |                              |
| Caracas, 1975                  | Fastenrath 1975                 |                                     |                                                                  | |                              |
| Lausana, 1976                  | Fastenrath 1976                 |                                     | ----                                                             | ---- | ----                         |
| Múnich, 1977                   | Fastenrath 1977                 |                                     | Marina Ginestà                                                   | Els antipodes |                              |

#### Jocs Florals de Barcelona (1978-1983)
| Año de concesión | Convocatoria    | Periodo de publicación de las obras | Autor               | Obra                | Modalidad    |
| ---------------- | --------------- | ----------------------------------- | ------------------- | ------------------- | ------------ |
| 1978             | Fastenrath 1978 |                                     | Miquel Martí i Pol  | Conjunto de su obra | Obra poética |
| 1979             | Fastenrath 1979 |                                     | Desierto            | Desierto            |              |
| 1980             | Fastenrath 1980 |                                     | Jaume Cabré i Fabré | Carn d'olla         | Novela       |
| 1980             | Fastenrath 1981 |                                     |                     |                     |              |
| 1982             | Fastenrath 1982 |                                     |                     |                     |              |
| 1983             | Fastenrath 1983 |                                     |                     |                     |              |